# Verloren Kostmolen
De Verloren Kostmolen is een windmolen in de tot de Vlaams-Brabantse gemeente Diest behorende plaats Schaffen, gelegen aan de Kerkstraat.
Deze standerdmolen met gesloten voet fungeerde als korenmolen.

## Geschiedenis
Deze molen werd in 1826 gebouwd te Beverlo en in 1904 werd de molen verhuisd naar Schaffen. In 1953 stopte het molenbedrijf waarna de molen uiteindelijk in verval geraakte. In 1972 werd de molen verkocht aan een meubelmaker die het hout van de molen voor de vervaardiging van meubels wilde gebruiken. Om de molen voor sloop te behoeden werd hij aangekocht door de gemeente Diest, in 1979 werd hij beschermd als monument en in 2002-2004 werd de molen maalvaardig gerestaureerd.
Sindsdien wordt de molen regelmatig in bedrijf gesteld door vrijwillige molenaars.
- Inventaris van het Bouwkundig Erfgoed (Vlaanderen): 41808